# Östbulgarisk häst
Den Östbulgarisk hästen är en hästras från Bulgarien som är relativt okänd, men ganska vanlig i östra Europa. Den är en häst av hög kvalitet som är väl lämpad för all slags ridsport, framförallt dressyr och banhoppning. Rasen utvecklades i slutet av 1800-talet men blev inte erkänd som egen ras förrän 1951. I Bulgarien heter rasen Istochno-bulgarska. 

## Historia
Den östbulgariska hästen utvecklades i slutet av 1800-talet vid det statliga stuteriet Vassil Kolarov i närheten av Bulgariens huvudstad Sofia. Man avlade främst på inhemska bulgariska hästar som man korsade med arabiska fullblod, angloaraber, engelska fullblod och andra brittiska halvblodshästar. 
Runt år 1900 hade man fått fram en standard på de nya hästarna och aveln flyttades bland annat till ett militärt ägt stuteri och senare till Stefan Karazha Stuteriet i närheten av staden Balchik på 1950-talet. 1951 blev även den östbulgariska hästen godkänd som egen ras efter att hästarna hade förbättrats med ännu mer inflytande av de engelska fullbloden. 

## Egenskaper
Östbulgariska hästar har hamnat lite i skuggan av de många berömda europeiska varmblodshästarna men i Bulgarien och i stora delar av östra Europa så räknas hästen som en av världens bästa och används flitigt både till banhoppning, dressyr och fälttävlan samt även inom lättare jordbruk bland bönderna i landet. Rasen är av hög kvalitet och är otroligt vackra. 
Hästarna har vackra huvuden med rak nosprofil och stora ögon. De är kloka och snälla med ett fromt men energiskt temperament. Det engelska fullblodet har gett snabbhet till rasen medan det arabiska fullblodet har gett uthållighet samt långa och starka ben. Rasen är ganska kraftig men detta ger även hästen en styrka som många varmblodshästar inte besitter vilket gör hästen användbar och flexibel.